# Burg Hohentrüdingen
Die Burg Hohentrüdingen ist der Rest einer Höhenburg auf einer Anhöhe bei 560 m ü. NHN über dem Gemeindeteil Hohentrüdingen des Marktes Heidenheim im mittelfränkischen Landkreis Weißenburg-Gunzenhausen in Bayern.
Die Burg Hohentrüdingen galt als die größte hochmittelalterliche Befestigungsanlage zwischen mittlerer Wörnitz und Altmühl.

## Geschichte
Die Burg wurde Ende des 11. Jahrhunderts von den Reichsgrafen von Truhendingen erbaut und erstmals 1129 in einer Eichstätter Urkunde erwähnt.
Nachdem die Truhendinger den Grund und Boden für ihre Burg vom Bischof des Hochstifts Eichstätt als Lehen erhalten hatten, erhielten sie in der Mitte des 12. Jahrhunderts auch die Vogtei über die Besitzungen des Klosters Heidenheim.
Als weitere Besitzer werden um 1340 die Grafen von Schaumberg, 1359 Albrecht von Wartenberg und 1363 Graf Ludwig von Oettingen genannt.
Nachdem die Truhendinger sich im 14. Jahrhundert immer mehr verschuldet hatten und später (1424) ausstarben, ging die Burg 1404 an die Burggrafen von Nürnberg.
1716 wurde der obere Turmteil abgebrochen. Bereits 1732 wurde die Burg als „sehr altes Gebäu“ bezeichnet und enthielt nur noch die Wohnung des Oberamtmanns.
1812 wurde die Burg bis auf den Bergfried, der seit 1819 als Kirchturm der Dorfkirche dient, abgebrochen.

## Beschreibung
Die einstige sehr große Burganlage verfügte über den heute noch erhaltenen rechteckigen 27 Meter hohen Bergfried aus Buckelquadermauerwerk mit einem Hocheingang in neun Metern Höhe und einer Mauerstärke von vier Metern unten und zweieinhalb Metern oben.
Weiter verfügte die Burg über eine Vorbefestigung nach Westen, eine erste 180 Meter lange Vorburg nach Osten und eine zweite trapezförmige, etwa 300 mal 200 Meter große Vorburg sowie Wallanlagen.
Der frei zugängliche Bergfried dient als Aussichtsturm und bietet einen sehr schönen Ausblick auf den Hesselberg und ins Ries.